# ريان سايمور
ريان سايمور (بالإنجليزية: Ryan Seymour)‏ هو لاعب كرة قدم أمريكية أمريكي، ولد في 7 فبراير 1990 في كنجزلاند في الولايات المتحدة.

## وصلات خارجية
- ريان سايمور على موقع مرجع كرة القدم المحترفة.كوم (الإنجليزية)